# Irrequieto
Le Irrequieto (fanion « IR ») était un destroyer  (puis, plus tard, un torpilleur) italien, de la classe Indomito, lancé en 1913 pour la Marine royale italienne (en italien : Regia Marina).

## Conception et description
La classe Indomito a été conçue par Luigi Scaglia de la Cantieri Navali Pattison de Naples. Ces navires étaient les premiers grands destroyers de la Regia Marina et les premiers équipés de turbines à vapeur. La classe Indomito a été la première dans la progression des destroyers italiens à être appelée tre pipe ou tre canne pour leurs trois cheminées,.
Les navires mesuraient 72,52 m à la ligne de flottaison (73,00 m hors tout) avec une largeur de 7,3 m et un tirant d'eau de 2,7 m. Ils avaient des arbres jumeaux entraînés par deux turbines à vapeur Tosi, alimentées par quatre chaudières Thornycroft. Le groupe motopropulseur était conçu pour une puissance de 16 000 chevaux-vapeur (12 000 kW) pour déplacer les navires à 30 nœuds (56 km/h), mais avait une puissance maximale de 17 620 chevaux-vapeur d'arbre (13 140 kW) qui propulsait les navires à 35,79 nœuds (66,28 km/h).
Tels qu'ils étaient construits, les navires étaient armés d'un canon de 4,7 pouces (120 mm)/40, de quatre canons de 3 pouces (76 mm)/40 et de deux tubes lance-torpilles de 17,7 pouces (450 mm). En 1914, ils ont été renforcés par deux tubes lance-torpilles supplémentaires. Pendant la Première Guerre mondiale, des rails de guidage permettant de poser jusqu'à dix mines ont été ajoutés aux navires. Des modifications ultérieures apportées pendant la guerre ont permis de remplacer tous les canons par cinq canons de 4 pouces (100 mm)/35 et un seul canon AA de 40 mm (1,6 in)/39. La capacité en carburant a également été augmentée pendant la guerre, passant de 100 tonnes à 128 tonnes afin d'accroître l'endurance, mais l'augmentation du poids a eu l'effet inverse : elle a ralenti les navires et réduit leur endurance.

## Construction et mise en service
Le Irrequieto est construit par le chantier naval Cantieri Navali Pattison à Naples en Italie et mis sur cale en 1910. Il est lancé le 12 décembre 1912. Il est achevé et mis en service en 1913. Il est commissionné le même jour dans la Regia Marina.

## Histoire de service
Le lancement du Regia Nave Irrequieto a lieu le 12 décembre 1912 aux Ateliers et chantiers navals napolitains C & TT Pattison; la marraine de l'événement est Mme Blanche Wenner. 
Lorsque l'Italie entre dans la Première Guerre mondiale, le Irrequieto fait partie, avec ses navires-jumeaux (sister ships) Impavido, Intrepido, Indomito, Impetuoso et Insidioso, du IIe escadron de destroyers, basé à Tarente (bien que le Indomito soit alors à La Spezia); le commandant du navire est le capitaine de corvette (capitano di corvetta) Moreno.
Le 9 juin 1915, l'unité escorte, avec les destroyers Intrepido, Impetuoso, Indomito, Insidioso, Animoso, Ardito, Ardente, Audace et le croiseur éclaireur Quarto, les croiseurs blindés Giuseppe Garibaldi et Vettor Pisani, participant au bombardement des phares de Capo Rodoni et San Giovanni di Medua.
Aux premières heures du 17 juillet 1915, le navire, ainsi que le croiseur éclaireur Quarto et les destroyers Animoso et Intrepido, bombardent la station radiotélégraphique et d'autres installations militaires sur l'île de Šipan (Dalmatie). La mission, concomitante à un autre bombardement effectué par la Ve division navale, est interrompue après que les navires de la Ve division navale aperçoivent des sous-marins (U-boote) ennemis (qui torpillent également et coulent le croiseur blindé Garibaldi sur sa route de retour; le Intrepido participe au sauvetage, qui permet de sauver 525 hommes sur les 578 embarqués sur le croiseur).
Le 3 décembre, le navire appareille de Brindisi pour escorter, avec le Intrepido, le Impetuoso, le Indomitov et le Insidioso, l'un des premiers convois de ravitaillement des troupes italiennes déployées en Albanie, composé des transports de troupes Re Umberto et Valparaiso (transportant au total 1 800 hommes et 150 quadrupèdes),. Lorsque le convoi atteint San Giovanni di Medua, le Re Umberto, avec 765 hommes à bord, heurte une mine (posée par le sous-marin (U-boot) austro-allemand UC 14) et coule brisé en deux, en un quart d'heure; le sauvetage rapide permet de sauver 712 hommes,,.
À partir du 24 février 1916, l'unité, avec les destroyers Ardito et Bersagliere et les croiseurs auxiliaires Città di Siracusa et Città di Catania, commence à bombarder les troupes austro-hongroises qui avancent et sont sur le point d'occuper Durrës.
Le 25 juin de la même année, le navire fait partie du groupe de protection éloignée (croiseur éclaireur Marsala, destroyers Insidioso, Impavido et Audace) lors d'une nouvelle attaque des vedettes-torpilleurs (Motoscafo armato silurante) MAS 5 et 7, cette fois-ci contre Durrës: le résultat est un grave dommage pour le vapeur Sarajevo (1 111 tonneaux).
Le 9 juillet 1916, le Irrequieto et le Impetuoso se lancent à la poursuite du croiseur éclaireur austro-hongrois SMS Novara, qui a attaqué le barrage du canal d'Otrante et coulé les dériveurs Astrum, Spei et Claivis, mais le navire ennemi réussit à se réparer à Kotor avant d'être atteint.
Le 11 juin 1917, il fournit une escorte à distance, avec le Insidioso et les torpilleurs Airone et Ardea, à 10 hydravions envoyés pour bombarder Durrës.
Après la guerre, le Irrequieto subit des modifications, à la fin desquelles l'armement est composé de cinq canons de 102 mm, d'un canon de 40 mm et de quatre tubes lance-torpilles de 450 mm.
En 1929, le navire est déclassé en torpilleur.
Radié en 1937., il est envoyé à la démolition.

## Sources
- (it) Cet article est partiellement ou en totalité issu de l’article de Wikipédia en italien intitulé « Irrequieto » (voir la liste des auteurs).